# Johannes Verelst

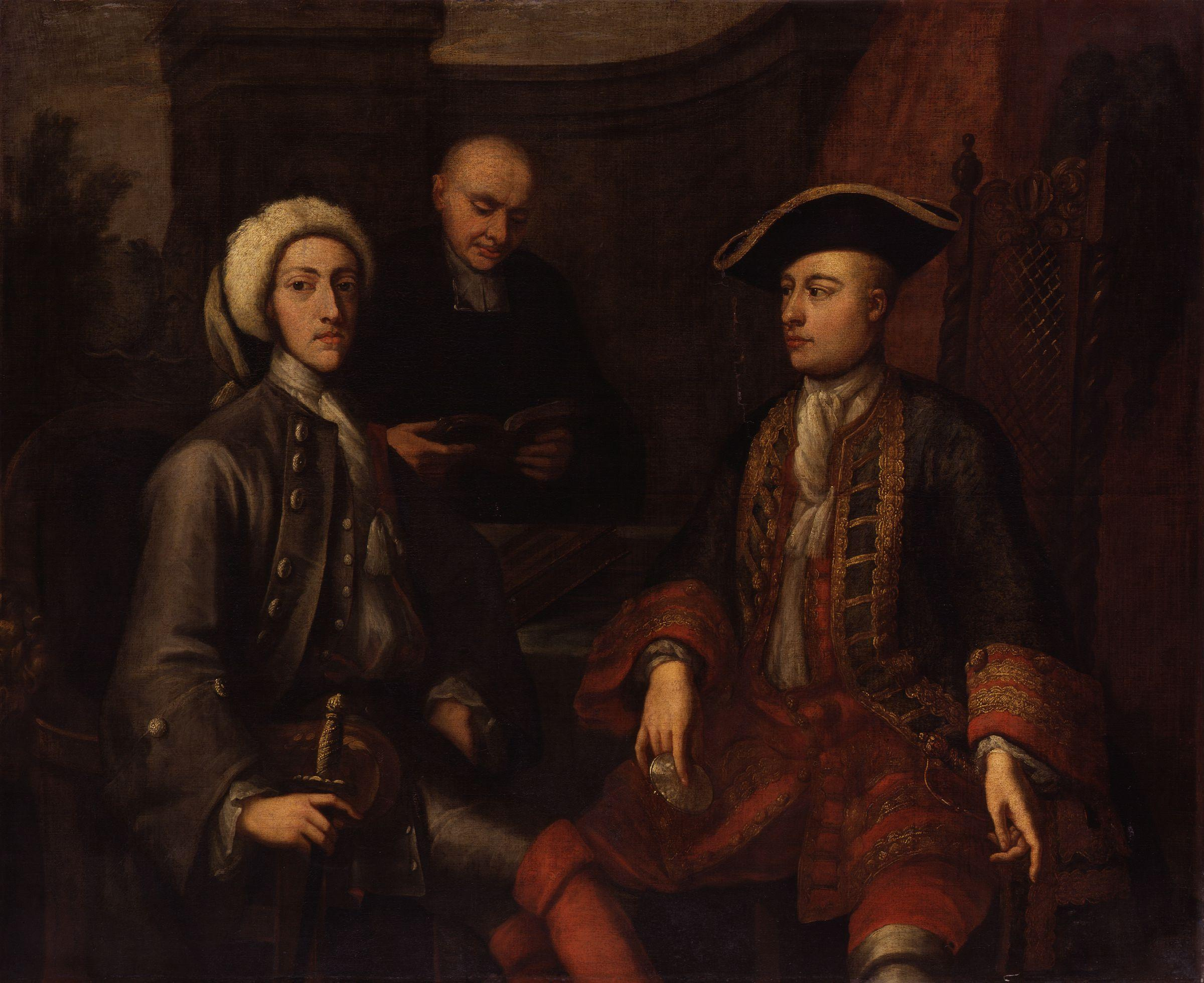
John Montagu, 2e Hertog van Montagu, James O'Hara, 2e Baron Tyrawley en een onbekende man, 1712, National Portrait Gallery, Londen

Johannes Verelst (Den Haag, ged. 29 oktober 1648 - Londen, 7 maart 1734) was een Nederlands kunstschilder. Hij vervaardigde allegorische voorstellingen, portretten en stillevens. Wat de stillevens betreft is het niet altijd duidelijk of deze van Johannes zijn of van zijn broer Simon.
Verelst was de jongste zoon van Pieter Hermansz. Verelst, die ook zijn leermeester was. Zijn broers Simon en Herman Verelst waren eveneens kunstschilder. Ook Hermans kinderen Cornelis en Maria en diens kleinzoon William Verelst behoorden tot de kunstenaarsdynastie.
Hij vestigde zich in 1691 in Londen, evenals zijn broers, en overleed er in 1734.